# Luz (film, 2010)
Pour les articles homonymes, voir Luz.
Pour plus de détails, voir Fiche technique et Distribution.
Luz est un court métrage espagnol écrit et réalisé par Pablo Aragüés, sorti en 2010.

## Synopsis
Luz (Andrea Dueso) ferait tout pour changer sa vie.

## Fiche technique
- Titre original : Luz
- Réalisation : Pablo Aragüés
- Scénario : Pablo Aragüés
- Producteur : Pablo Aragüés, Fernando Lueches, David Sancho
- Monteur : Pablo Aragüés
- Musique : Álvaro Aragüés
- Pays d’origine :  Espagne
- Langue d'origine : Espagnol
- Genre : Drame, horreur
- Lieux de tournage : Madrid, Espagne
- Durée : 14 minutes
- Dates de sortie :
  -  Espagne : 5 novembre 2010

## Distribution
- Andrea Dueso : Luz
- Assumpta Serna : Aurora
- Cecilia Gessa : Lucía
- Karola Sánchez : Alba
- Anaïs Yebra : Sol
- Layla El Khadri : Luna
- Keila Velón : Maquilladora
- Patricia Abrahamson : Clara
- David Sancho : Andrés